# Fimbristylis intonsa
Fimbristylis intonsa är en halvgräsart som beskrevs av Stanley Thatcher Blake. Fimbristylis intonsa ingår i släktet Fimbristylis och familjen halvgräs. Inga underarter finns listade i Catalogue of Life.